# Claviger intermedius
Claviger intermedius – chrząszcz z rodziny kusakowatych, podrodziny Pselaphinae.

## Biologia
Jak inni przedstawiciele rodzaju, jest obligatoryjnym myrmekofilem. Znajdywano go w gniazdach Lasius niger i Lasius flavus.

## Występowanie
Występuje w Hiszpanii (Andaluzji).